# Andrea Kimi Antonelli
Andrea Kimi Antonelli (Bolonha, 25 de agosto de 2006), mais comumente conhecido como Kimi Antonelli, é um automobilista italiano que atualmente compete na Fórmula 1 pela equipe Mercedes. Anteriormente, ele competiu na Fórmula 2 pela equipe Prema Racing.
Antonelli ganhou vários títulos em campeonatos de monopostos ao longo de sua carreira, nomeadamente o Campeonato Italiano de Fórmula 4 e o Campeonato ADAC de Fórmula 4 pela Prema Racing, o Campeonato de Fórmula Regional do Oriente Médio de 2023 pela equipe Mumbai Falcons e o Campeonato de Fórmula Regional Europeia (FRECA) de 2023 pela Prema. Ele faz parte da Mercedes Junior Team desde 2019. No início de setembro de 2024, a Mercedes oficializou Antonelli como piloto titular para a disputa da temporada de 2025 da Fórmula 1.

## Biografia
Andrea Kimi Antonelli é filho de Veronica e Marco Antonelli, um piloto italiano que participou do Campeonato Europeu de Carros de Turismo e é dono da equipe de kart AKM Motorsport. A escolha de seu nome do meio não é uma homenagem ao automobilista finlandês Kimi Raikkonen, pois, como o próprio Antonelli revelou em entrevista ao site italiano Live GP, essa escolha se deu porque seus pais queriam um nome estrangeiro e acreditavam que Kimi soava bem.
Antonelli foi educado no Instituto Técnico Salvemini di Casalecchio di Reno, com ênfase em Relações Internacionais e Marketing. Ele faz parte de um programa especial para estudantes de alto rendimento, que o permite conciliar os estudos com sua carreira no automobilismo.
Kimi Antonelli fez uma participação no filme de 2016 Veloz Como O Vento, que trata justamente de automobilismo. Ele interpretou Matteo, que também era piloto.
Internautas notaram uma semelhança física entre Kimi Antonelli e Ayrton Senna, com alguns alegando se tratar de uma "reencarnação" do tricampeão brasileiro. O italiano revelou em entrevistas ter forte admiração por Senna, afirmando que ele era seu ídolo, seu maior exemplo, que "adoraria ter sido companheiro de equipe dele" e que fez várias pesquisas sobre ele, para tentar seguir seus passos.

## Carreira

### Início no kart
Kimi Antonelli começou no kart aos sete anos e aos oito, passou a competir. Já em sua primeira prova, em Adria, ele fez a pole position e venceu com mais de sete segundos de vantagem para o segundo colocado. Posteriormente, ele venceu diversos campeonatos de kart, como a Grande Final de Easykart International, a Super Master Series e a WSK Champions. 
Antonelli chegou a ser sondado para fazer parte da Ferrari Driver Academy, mas por conta de sua pouca idade, as negociações não avançaram. Assim, aos 13 anos, ele assinou com a Mercedes, entrando para o programa de desenvolvimento de jovens pilotos da equipe alemã. Nesse mesmo ano, o italiano conquistou o título da WSK Euro Series na categoria OK Junior pela equipe de Nico Rosberg, repetindo o resultado no ano seguinte. Antonelli finalizou seu ciclo no kart ao ser bicampeão continental nos anos de 2020 e 2021.

### F4 e FRECA
Em 2022, foi campeão da Fórmula 4 italiana, ao vencer 13 das 22 corridas. Ele também se sagrou campeão da Fórmula 4 alemã, faltando uma etapa para o fim do campeonato. Nas duas categorias, ele teve como rival o seu companheiro de equipe na Prema, o brasileiro Rafael Câmara.
Em 2023, ele competiu no Campeonato de Fórmula Regional Europeia (FRECA) pela Prema, temporada marcada pela morte do jovem piloto neerlandês Dilano van 't Hoff. Após dificuldades nas etapas iniciais, Antonelli se recuperou, ganhou cinco corridas e garantiu o título em Zandvoort, com larga vantagem sobre o vice-campeão, o norueguês Martinius Stenshorne.

### Fórmula 2

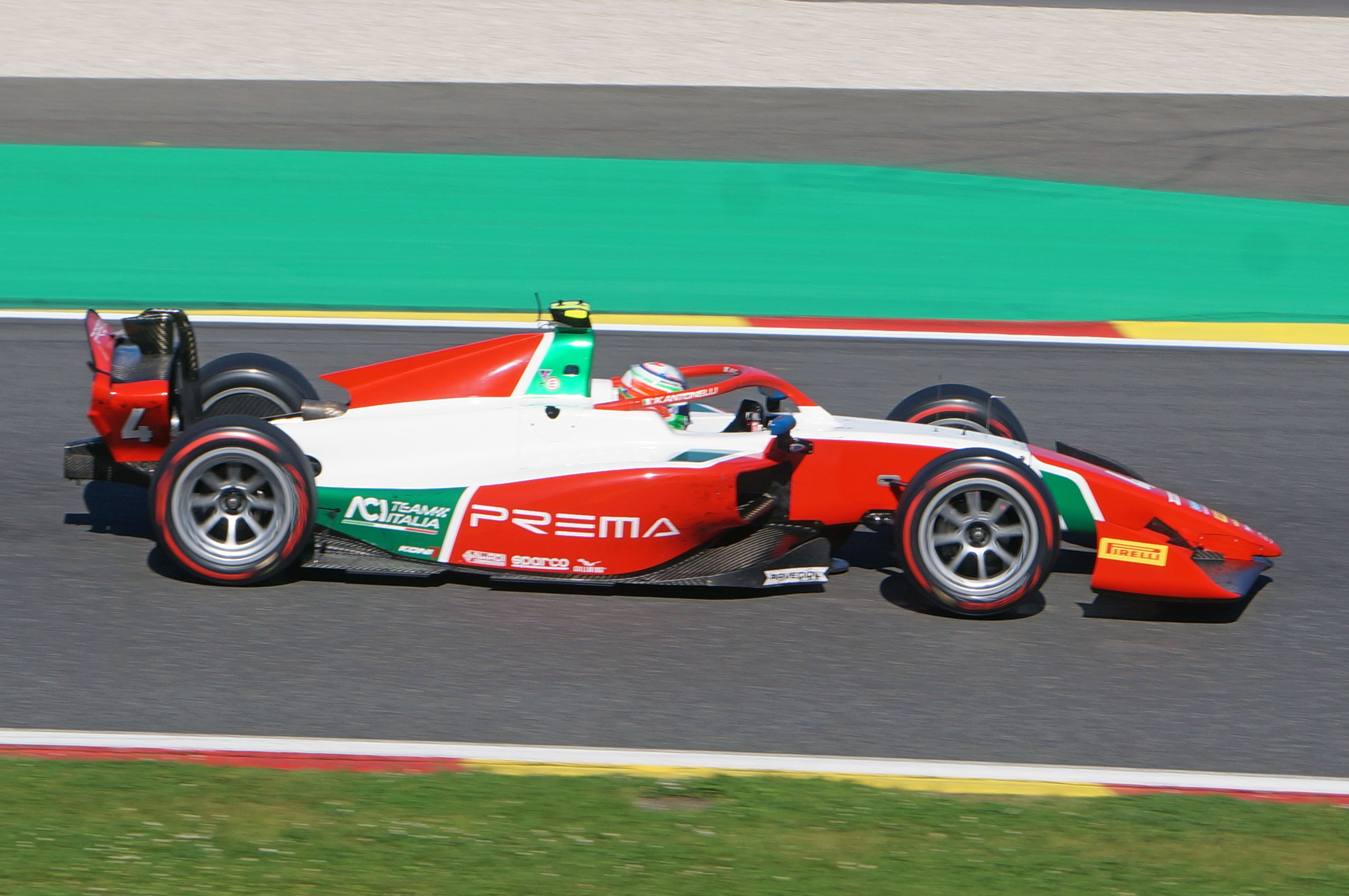
Antonelli guiando o carro da Prema no Circuito de Spa-Francorchamps em prova da F2 de 2024.

A Mercedes anunciou que Antonelli iria disputar a Fórmula 2 em 2024 pela equipe Prema Racing. Assim, ele pulou a Fórmula 3, que costuma ser o destino natural dos pilotos que disputam a F4 e a FRECA. Segundo Toto Wolff, a decisão se deu porque não havia tantas oportunidades de testes na Fórmula 3, e pelo fato de que a maioria das corridas da Fórmula 2 ocorrem nos mesmos finais de semana da Fórmula 1.
No entanto, Antonelli teve dificuldades na F2 por conta do baixo desempenho da Prema. Na primeira metade da temporada, os melhores resultados dele tinham sido três quartos lugares na Austrália (corrida longa), na Emília-Romanha (corrida longa), e em Mônaco (corrida curta).
Mas a primeira vitória de Kimi Antonelli veio na corrida curta da Grã-Bretanha, na qual ele largou na pole graças ao grid invertido e liderou de ponta a ponta até a chegada, anotando também a volta mais rápida. Já o segundo triunfo do italiano foi na corrida longa da Hungria. Ele também conseguiu um pódio na corrida longa do Azerbaijão, o que o ajudou a melhorar sua posição no campeonato de pilotos e a aumentar a diferença sobre seu companheiro de equipe, o britânico Oliver Bearman. Já a rodada do Catar foi desastrosa, com o piloto de Bolonha batendo com Kush Maini nas voltas finais da sprint, que foi vencida por Bearman. Na corrida principal, Antonelli colidiu com Richard Verschoor na reta dos boxes, abandonando a prova. Essa acabou sendo a última participação de Antonelli na F2, porque ele faltou à última rodada em Abu Dhabi, por conta de uma doença. Como ele já tinha participado das sessões classificatórias, não foi substituído. Assim, Andrea terminou em sexto, com 113 pontos, ficando seis posições acima de Bearman, que fez 38 pontos a menos que o italiano.

### Fórmula 1
Membro da Mercedes Junior Team desde 2019, o nome de Antonelli começou a ser incluído como um dos cotados para assumir a vaga de Lewis Hamilton na Mercedes em 2024, quando o heptacampeão britânico anunciou sua transferência para a Ferrari, algo que o repórter britânico Will Buxton considerou que seria "uma grande história", por conta da pouca idade de Antonelli. O jovem piloto também teve seu nome especulado na Williams, o que repetiria a história de outro piloto da academia da Mercedes, George Russell. Sobre isso, o chefe da equipe britânica, James Vowles, admitiu não ter dúvidas de que Kimi Antonelli estaria na F1 um dia, mas afirmou que isso "não necessariamente significa" que sua estreia seria na Williams, já que essa equipe também possui seus próprios juniores.
Essas especulações em torno de Antonelli receberam críticas de Gabriel Bortoleto, um dos adversários do italiano na F2. Na visão do piloto brasileiro, Antonelli é supervalorizado porque segundo ele, um chefe de equipe possui "porcentagem na sua carreira" e pretende lucrar em caso de promoção do italiano à F1. No entanto, Wolff, o chefe da Mercedes, rechaçou os rumores, dizendo que eles só "mexeriam com a cabeça" de seu pupilo, e também reconheceu ter "falado demais" sobre Antonelli.
Como piloto júnior da Mercedes, Antonelli cumpriu um programa de treinos para sua preparação, o que incluiu uma grande quantidade de testes usando carros antigos da equipe em lugares como Ímola e na Áustria. No circuito Red Bull Ring, Antonelli deu mais de 500 voltas com o Mercedes W12, carro no qual a equipe alemã se consagrou como campeã de construtores pela última vez, em 2021.
Por só completar 18 anos no dia 25 de agosto de 2024, Kimi Antonelli não era elegível para ter a superlicença, mesmo já tendo acumulado os pontos necessários. Por conta disso, foi feito um pedido junto à Federação Internacional de Automobilismo (FIA) de maneira excepcional para liberar o piloto bolonhês antes de seu décimo oitavo aniversário.
No final de agosto, quando Antonelli já tinha alcançado 18 anos, a Mercedes o escalou para participar da primeira sessão de treinos livres no Grande Prêmio da Itália, substituindo Russell. Mas Antonelli ficou menos de dez minutos na pista, pois rodou e bateu forte na curva Parabólica. O impacto foi de 45G, e Toto Wolff justificou que essa batida foi provocada pela rapidez do italiano, e que o dirigente tinha gostado do desempenho dele, frisando que sua velocidade média tinha sido de 190 km/h, sendo 7 km/h acima do tetracampeão Max Verstappen.
Em outubro de 2024, a Mercedes voltou a escalar Antonelli para um treino livre, dessa vez, no do Grande Prêmio da Cidade do México, no lugar de Hamilton. O italiano fez 19 voltas e foi o 12º, marcando o melhor tempo entre os pilotos novatos que fizeram aquela sessão, superando inclusive o experiente piloto da IndyCar Pato O'Ward. Antonelli foi escalado para participar dos testes de pós-temporada com a Mercedes no Circuito de Yas Marina.

#### Mercedes (2025–)
Em 31 de agosto de 2024, a Mercedes anunciou a contratação de Antonelli para ser o novo piloto da equipe na temporada de 2025. Ele substituiu Lewis Hamilton, que se transferiu para a Ferrari, e corre, atualmente, ao lado de George Russell. Para sua carreira na F1, Antonelli escolheu o número 12, que se tornou célebre por ter estampado os carros de Ayrton Senna entre 1985 e 1988, e que tinha sido usado na F1 pela última vez por Felipe Nasr entre 2015 e 2016. Apesar de ser um grande admirador de Senna, o número 12 não foi escolhido apenas por causa do piloto, com o próprio Antonelli afirmando que usou o #12 em diversas provas desde a época da Fórmula 4 e que esse número sempre foi importante em sua carreira. O 12 também era desejado por Jack Doohan e Franco Colapinto, mas Antonelli ficou com ele por que sua equipe Mercedes fez a requisição antes dos outros dois.
Em sua prova de estreia, no GP da Austrália de 2025, Kimi saiu do 16º posto para se classificar em quarto, que chegou a ser ameaçado por conta de uma punição de 5 segundos por infração no pitlane, mas a Mercedes recorreu e manteve a 4º colocação para o italiano. Esse resultado fez de Antonelli o único dos estreantes de 2025 a pontuar, além de torná-lo o terceiro mais jovem a largar na F1, o segundo mais jovem a conquistar pontos numa prova da categoria, e o sexto a alcançar um Top-5 em sua prova de estreia, com seu resultado sendo o melhor desde o segundo lugar de Kevin Magnussen no GP da Austrália de 2014.

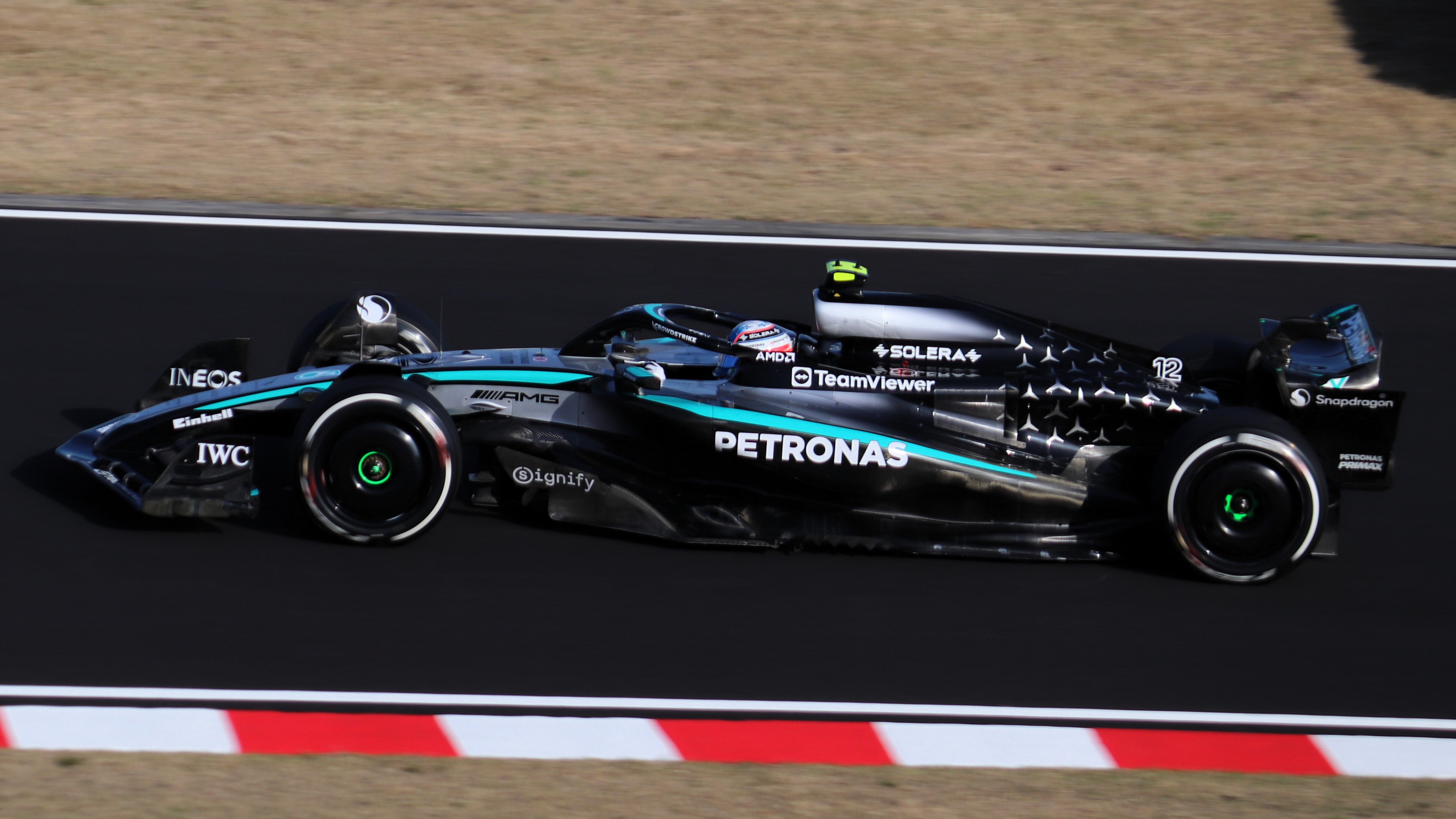
Antonelli guiando a Mercedes durante os treinos livres do

Antonelli foi sexto colocado no Japão, mas essa prova lhe rendeu dois recordes, que antes pertenciam a Max Verstappen: o de mais jovem piloto a liderar uma prova, e o de mais jovem a fazer a volta mais rápida. À época, o italiano contava com 18 anos e 226 dias, sendo dois dias mais novo do que Verstappen quando este liderou o GP da Espanha de 2016, e seis meses mais novo do que o neerlandês quando este computou a melhor volta do GP do Brasil daquele mesmo ano.
Em Miami, Antonelli conquistou sua primeira pole position em corridas sprint, se tornando o piloto mais jovem a conquistar uma pole na história da Fórmula 1. Até então, o recorde pertencia à Sebastian Vettel, que foi o pole position do GP da Itália de 2008. Na ocasião, Vettel tinha 21 anos de idade. Após três corridas fora da zona de pontuação, que incluíram os abandonos na Emília-Romanha e na Espanha por falhas técnicas, Antonelli conquistou seu primeiro pódio na F1 ao ser terceiro colocado no GP do Canadá, vencido por seu companheiro de equipe George Russell. Com isso, o italiano se tornou o terceiro piloto mais jovem a conquistar um pódio na categoria, superando Lando Norris e ficando atrás de Lance Stroll e de Verstappen.

## Resultados

### Sumário
| Temporada | Categoria                                              | Equipe                        | Corridas         | Vitórias         | Poles            | V.M.R.           | Pódios           | Pontos           | Class.           |
| --------- | ------------------------------------------------------ | ----------------------------- | ---------------- | ---------------- | ---------------- | ---------------- | ---------------- | ---------------- | ---------------- |
| 2021      | Fórmula 4 Italiana                                     | Prema Powerteam               | 9                | 0                | 0                | 0                | 3                | 54               | 10º              |
| 2021      | Fórmula 4 Centro-Europeia                              | Prema Powerteam               | 2                | 0                | 0                | 0                | 0                | 18               | 9º               |
| 2021      | Fórmula 4 dos Emirados Árabes                          | Abu Dhabi Racing by Prema     | 1                | 0                | 1                | 0                | 1                | N/A              | 3º               |
| 2022      | Fórmula 4 Italiana                                     | Prema Racing                  | 20               | 13               | 14               | 14               | 15               | 362              | 1º               |
| 2022      | ADAC Fórmula 4                                         | Prema Racing                  | 15               | 9                | 7                | 8                | 12               | 313              | 1º               |
| 2022      | Fórmula 4 dos Emirados Árabes                          | Prema Racing                  | 4                | 2                | 1                | 2                | 4                | 117              | 8º               |
| 2022      | Fórmula 4 dos Emirados Árabes                          | Abu Dhabi Racing by Prema     | 4                | 0                | 0                | 1                | 1                | 117              | 8º               |
| 2022      | FIA Motorsport Games Formula 4 Cup                     | Time Itália                   | 1                | 1                | 1                | 1                | 1                | N/A              | 1º               |
| 2023      | Fórmula Regional do Oriente Médio                      | Mumbai Falcons Racing Limited | 15               | 3                | 3                | 5                | 7                | 192              | 1º               |
| 2023      | Fórmula Regional Europeia                              | Prema Racing                  | 20               | 5                | 4                | 5                | 11               | 300              | 1º               |
| 2023      | Campeonato Italiano de Gran Turismo - GT3 Pro (Sprint) | AKM Motorsport                | 2                | 1                | 1                | 2                | 2                | 32               | 8º               |
| 2024      | Fórmula 2                                              | Prema Racing                  | 26               | 2                | 0                | 4                | 3                | 113*             | 6º               |
| 2024      | Fórmula 1                                              | Mercedes-AMG Petronas F1 Team | Piloto de testes | Piloto de testes | Piloto de testes | Piloto de testes | Piloto de testes | Piloto de testes | Piloto de testes |
| 2025      | Fórmula 1                                              | Mercedes-AMG Petronas F1 Team | 10*              | 0                | 0                | 1                | 1                | 63*              | 5º*              |

(*) Temporada ainda em andamento.

### Registros na Fórmula 1
Legenda: corridas em negrito indicam pole position; corridas em itálico indicam volta mais rápida.
| Temporada | Equipe                        | Chassis             | Motor        | 1     | 2      | 3     | 4      | 5     | 6      | 7       | 8      | 9       | 10    | 11      | 12      | 13 | 14     | 15  | 16  | 17  | 18  | 19  | 20  | 21  | 22  | 23  | 24  | Class. | Pontos |
| --------- | ----------------------------- | ------------------- | ------------ | ----- | ------ | ----- | ------ | ----- | ------ | ------- | ------ | ------- | ----- | ------- | ------- | -- | ------ | --- | --- | --- | --- | --- | --- | --- | --- | --- | --- | ------ | ------ |
| 2025*     | Mercedes-AMG Petronas F1 Team | Mercedes-AMG F1 W16 | Mercedes-AMG | AUS 4 | CHN 67 | JPN 6 | BHR 11 | SAU 6 | MIA 67 | EMI Ret | MON 18 | ESP Ret | CAN 3 | AUT Ret | GBR Ret |    | HUN 10 | NED | ITA | AZE | SIN | USA | MXC | SAP | LAS | QAT | ABU | 5º*    | 64     |